# Parafroneta minuta
Parafroneta minuta är en spindelart som beskrevs av A. David Blest 1979. Parafroneta minuta ingår i släktet Parafroneta och familjen täckvävarspindlar. Inga underarter finns listade i Catalogue of Life.